# Istigobius goldmanni
Istigobius goldmanni är en fiskart som först beskrevs av Pieter Bleeker 1852.  Istigobius goldmanni ingår i släktet Istigobius och familjen smörbultsfiskar. Inga underarter finns listade i Catalogue of Life.